# René Barrientos Ortuño
René Emilio Barrientos Ortuño (Tarata, 30 de mayo de 1919-Arque, Bolivia 27 de abril de 1969) fue un militar y político boliviano. Ejerció dos veces el gobierno de Bolivia, la primera como presidente de la	Junta Militar de 1964 a 1966, dándose la copresidencia con Alfredo Ovando Candia desde 1965; y la segunda como presidente constitucional de Bolivia de 1966 a 1969.

## Biografía
Hizo sus estudios primarios en su pueblo natal para luego ingresar al convento de Tarata, pero salió pronto de ahí ya que sus gustos personales no coincidían con el hábito de monje. 
En 1938, con 19 años de edad, después de una discusión con el principal del convento, decidió abandonarlo con la idea de dedicarse a la carrera militar, viajando para ello a la ciudad de La Paz para ingresar al Colegio Militar del Ejército, de donde egresó como subteniente en 1943. Después realizó también estudios en la Escuela Militar de Aviación «Boquerón» (actualmente denominado Colegio Militar de Aviación). En 1945 estudió como piloto en Estados Unidos.
Durante el gobierno del presidente Mamerto Urriolagoitia Harriague, participó en la guerra civil de 1949 a favor del Movimiento Nacionalista Revolucionario (MNR), motivo por el cual fue dado de baja de las Fuerzas Armadas de Bolivia.
Tres años después, en 1952, fue reincorporado con el grado de capitán. Al crearse la Fuerza Aérea Boliviana (FAB) como nueva rama del ejército boliviano en 1957, siendo ya general, fue nombrado comandante en jefe de la Fuerza Aérea de Bolivia.

Fue elegido vicepresidente de Bolivia acompañando al presidente Víctor Paz Estenssoro en su tercer gobierno, cargo del que se posesionó el 6 de agosto de 1964. En la huelga nacional del 29 al 31 de octubre, se encargó personalmente de reprimir a los obreros y mineros, y tres días después, el 4 de noviembre de 1964, dio un golpe de Estado, traicionando a su propio presidente.

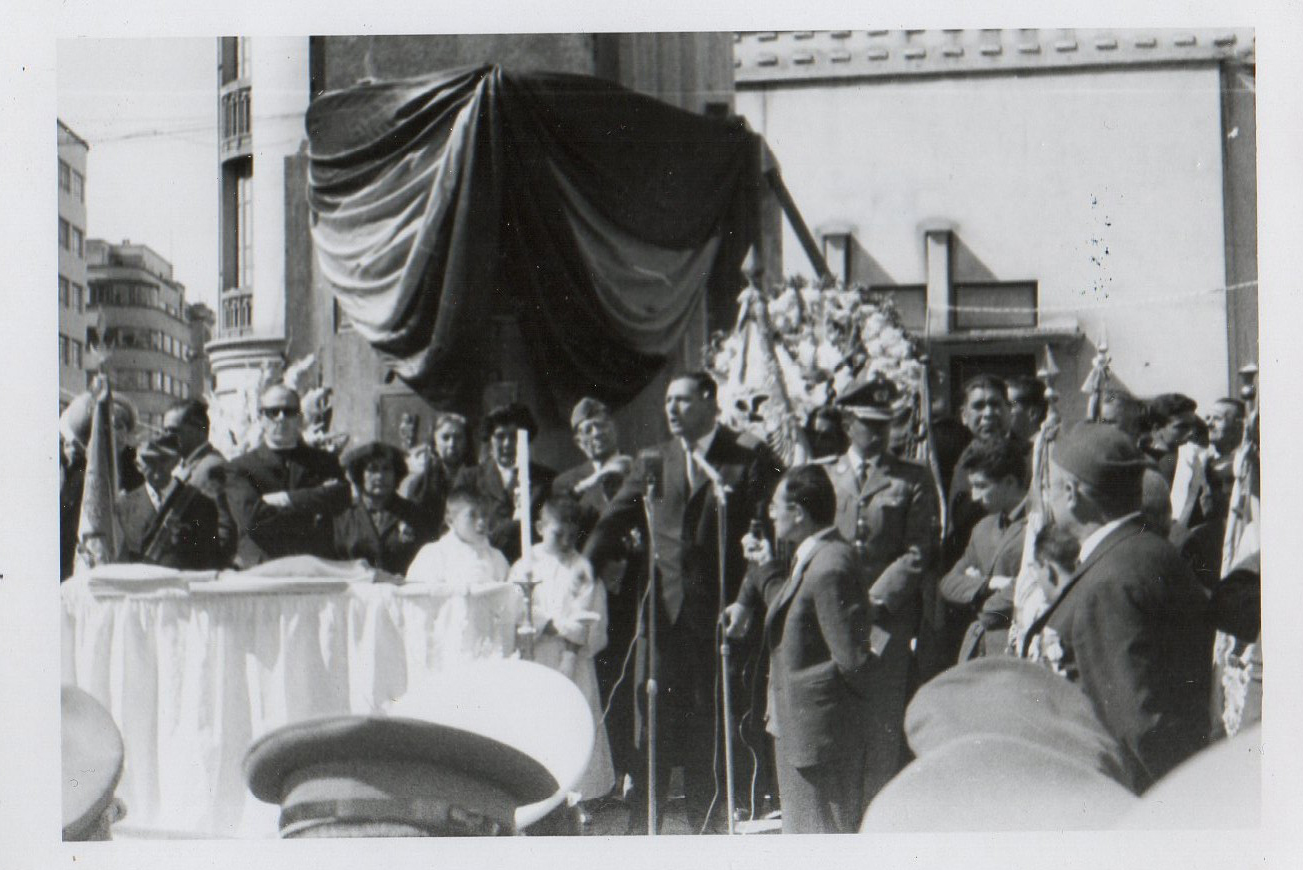
Barrientos durante un evento público en La Paz.

Se nombró presidente de la Junta Militar (1964-1965), al año siguiente (1965) tuvo que aceptar un copresidente, Alfredo Ovando Candía. En 1966, Barrientos fue elegido presidente constitucional. Llevó adelante un gobierno de desarrollo económico. Favoreció a los campesinos y se enfrentó contra los obreros y mineros. Se le recuerda por la Masacre de San Juan, en la Mina Siglo XX el 24 de junio de 1967. 

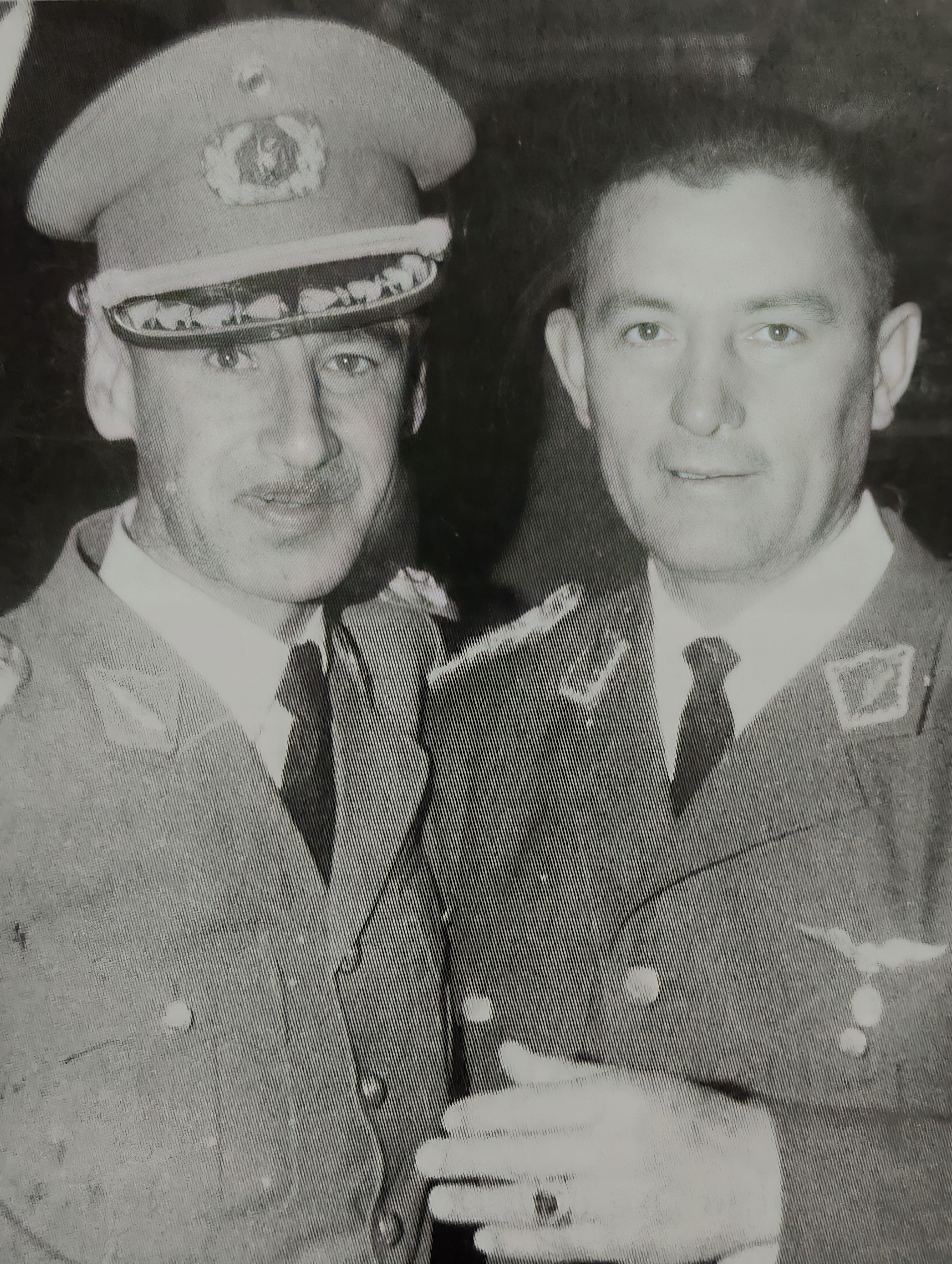
René Barrientos junto a Alfredo Ovando.

En 1967 promulgó una nueva Constitución Política del Estado, que estuvo vigente durante 42 años, hasta 2009, cuando fue cambiada a la nueva Constitución Política del Estado durante el primer gobierno del presidente Evo Morales Ayma.

### La guerrilla de Che Guevara
El 7 de noviembre de 1966, se inició la guerrilla comandada por Ernesto "Che" Guevara. En marzo de 1967, casi medio año después de su llegada, el Che y su grupo tuvieron el primer choque con el ejército boliviano en Ñancahuazú en el departamento de Santa Cruz. René Barrientos y el jefe de Estado Mayor, Alfredo Ovando Candia, dedicaron todos sus recursos a aplastar al comandante “Che” Guevara. Contrariamente a lo que él esperaba, Guevara no recibió la ayuda del campesinado boliviano; por el contrario, estos daban un apoyo total a Barrientos.
Guevara anotó, en su "Diario de Bolivia", al respecto: 

"La base campesina sigue sin desarrollarse aunque parece que mediante el terror planificado, lograremos la neutralidad de los más, y el apoyo vendrá después"
Ernesto Guevara, en sus escritos y discursos de 1967,tomo 3, Diario de Bolivia, p. 115.

En abril de 1967, fue capturado Regis Debray; en octubre cayeron, fueron apresados o huyeron dispersos los últimos guerrilleros sobrevivientes; el “Che” herido en combate, fue fusilado horas después en la escuelita de La Higuera, el 9 de octubre de 1967.

## Derechos Humanos
Durante su gobierno, Barrientos nombró al criminal de guerra nazi de la Segunda Guerra Mundial Klaus Barbie. No está confirmado, que se hacía llamar en Bolivia, Klaus Altmann, presidente de la Sociedad Naviera del Estado (Transmarítima), que en la época contaba con un solo barco, y que según informaciones reservadas, se dedicaba al comercio internacional ilegal de armas. Barbie también fue nombrado por Barrientos asesor de los Servicios de Inteligencia de Bolivia. Fue particularmente elevado el número de víctimas durante su dictadura. Según Amnistía Internacional, solo entre 1966 y 1968 se ejecutaron varios asesinatos por parte de los escuadrones de la muerte. Incluida también la llamada Masacre de San Juan de 1967 en la que miembros del Ejército de Bolivia atacaron a la población de los centros mineros de Catavi y Siglo XX.

## Muerte

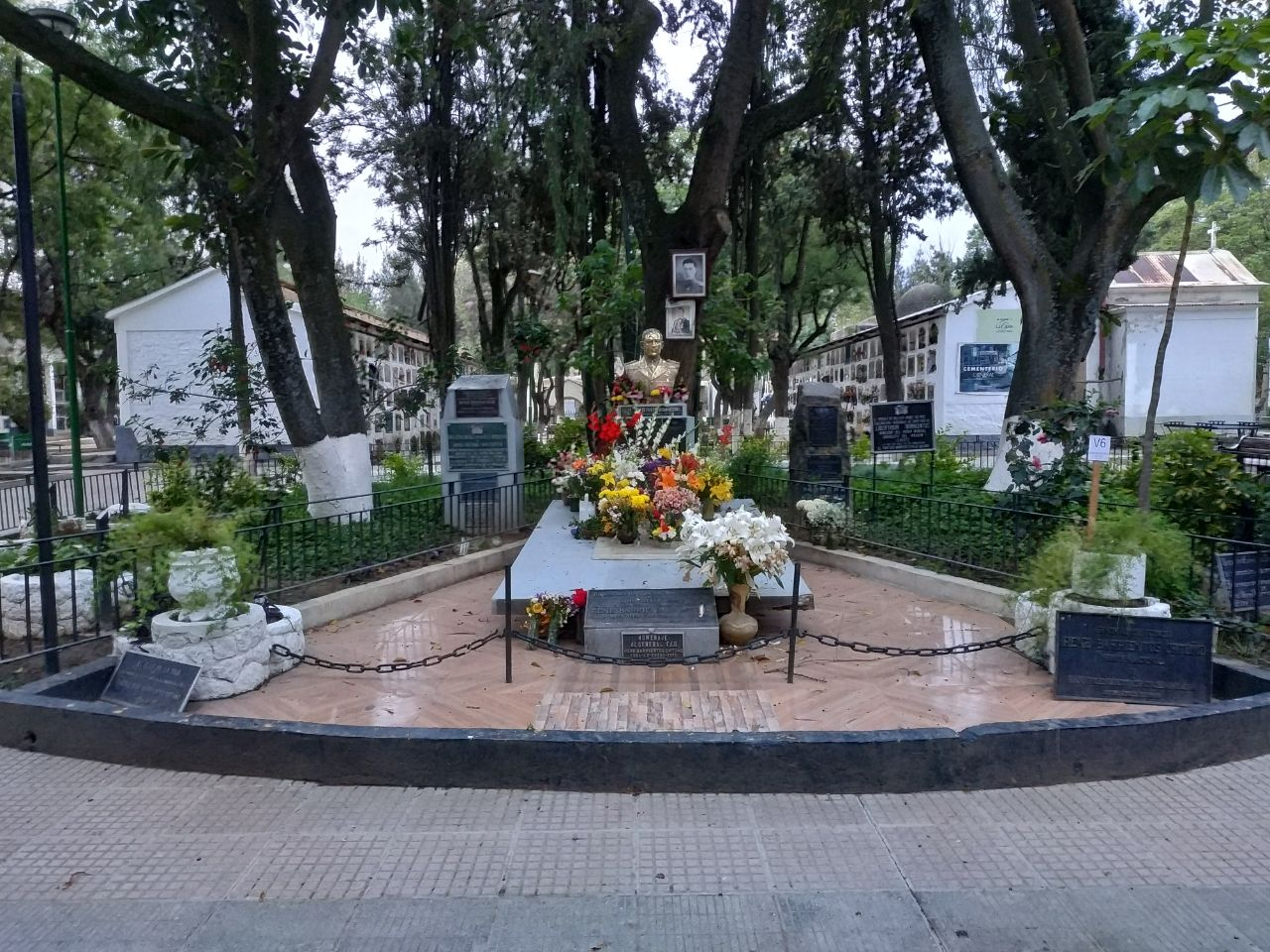
Tumba de Barrientos en el Cementerio General de Cochabamba

El día 27 de abril de 1969 Barrientos había visitado el pueblo de Arque y cuando su helicóptero Hiler OH-23, llamado Holofernes levantaba vuelo para retornar a Cochabamba, este impactó con unos cables de telégrafo, cayendo el helicóptero a tierra e incendiándose inmediatamente. Barrientos falleció en el accidente junto a su edecán de servicio y el piloto. Hasta la fecha no se ha despejado el rumor de que se trató de un accidente, ya que otra versión afirmaba que la caída del helicóptero había sido provocada intencionadamente.
Inmediatamente después de la muerte de Barrientos, su vicepresidente Luis Adolfo Siles Salinas se hizo cargo de la presidencia de Bolivia. El entierro de René Barrientos fue uno de los más grandes y apoteósicos del país, ya que toda las personas, desde el campesinado hasta la clase media asistieron a su entierro, quizá muy comparable y similar al entierro ocurrido 104 años antes con el expresidente Manuel Isidoro Belzu en 1865.[cita requerida]